# بوب هارتمان
بوب هارتمان (بالإنجليزية: Bob Hartman)‏ هو لاعب كرة قاعدة أمريكي، ولد في 28 أغسطس 1937 في كينوشا في الولايات المتحدة، وتوفي بنفس المكان في 16 يونيو 2010.

## وصلات خارجية
- بوب هارتمان على موقعبيزبول رفرنس.كوم (الدوري الرئيسي) (الإنجليزية)